# Moschea degli Scapoli
La moschea degli scapoli (in albanese Xhamia e Beqarëve) è una moschea ottomana di Berat, in Albania. Sorge nel quartiere di Mangalem, presso il lungofiume sull'Osum. Il nome sembra che sia da attribuire al fatto che fosse frequentata da garzoni e giovani.

## Storia e descrizione
La moschea venne terminata nel 1826, mentre gli affreschi all'interno vennero realizzati tra il 1827 ed il 1828. Rientra nei monumenti culturali religiosi dell'Albania dal 1961. 
L'edificio, realizzato in pietra grigia, sorge lungo un pendio, per questa ragione i costruttori decisero di svilupparlo su due piani.